# Wasteland
Wasteland (рус. Пустошь) — постапокалиптическая компьютерная ролевая игра, разработанная Аланом Павлишом, Майклом Стэкполом и Кеном Андре для Interplay Entertainment и изданная компанией Electronic Arts в 1988 году. В 2020 году inXile Entertainment, выкупившая права на серию Wasteland, переиздала игру под названием Wasteland Remastered для платформ Windows и Xbox One.

## Сюжет
Действие игры происходит в 2087 году, спустя десятилетия после ядерной войны между США и СССР. Огромные территории превратились в пустоши. В прошлом, в постъядерном хаосе группа солдат инженерных войск США, расквартированных в Неваде, захватывают федеральную тюрьму, выдворяет оттуда бывших заключённых и переделывают её в крепость. Со временем потомки этих солдат создали организацию «Пустынные рейнджеры» (англ. Desert Rangers), поддерживающую с помощью патрулирующих отрядов относительный порядок в округе. Игрок возглавляет один из таких отрядов, ему поручается расследовать серию различных происшествий, имевших место в пустынях Западного побережья США. Поначалу отряд состоит из четырёх человек, который впоследствии может быть увеличен до семи.
Исследуя постапокалиптический мир, игрок будет встречать обособленные людские поселения, включая и полуразрушенный Лас-Вегас. По мере исследования мира, отряд обнаруживает признаки надвигающейся угрозы для остатков выжившего человечества — в одной из уцелевших военных баз вышедший из-под контроля искусственный интеллект создаёт армию роботов и переделанных из людей киборгов, с помощью которой он планирует осуществить проект «Дарвин» по замене «неполноценных» людей более совершенными видами.

## Разработка
Разработка игры заняла пять лет, первоначально она вышла в 1988 году для Apple II, Commodore 64 и IBM PC. Для экономии места на диске большие отрывки текста, связанные с сюжетом игры, были размещены в бумажном руководстве, получившим название «Параграфы». При достижении определенного триггера в игре игроку предлагалось ознакомиться с соответствующим параграфом данного руководства. Одновременно с этим данный подход служил в некотором роде защитой от нелицензионного копирования игры: играя в пиратскую версию, игрок не сможет получить важных для продвижения сюжета сведений. Чтобы предотвратить ситуацию, при которой игрок, заранее прочитав «Параграфы», может получить преимущество в прохождении, в руководство были включены параграфы, которые ни при каких обстоятельствах не встретятся в игре. Одним из таких параграфов является первый, в котором неигровой персонаж, обворожительная обнажённая блондинка, принимая ванну, наставляет на игрока «Uzi» и требует прекратить чтение параграфа, до которого он ещё не дошёл.
13 ноября 2013 года inXile Entertainment переиздала игру для платформ Windows, OS X и Linux. Для игры на современных платформах используется DOSBox. Обновленная игра получила возможность проигрывать фоновый звук, использовать изображения более высокого качества, «Параграфы» были интегрированы в саму игру.
25 февраля 2020 года inXile Entertainment выпустила ремастер игры под названием Wasteland Remastered, переписав её на движке Unity и полностью переработав интерфейс игры. Помимо прочего, игра стала поддерживать достижения и переведена на другие языки (в том числе русский).

## Влияние на другие игры
Wasteland была успешной игрой, включённой во множество списков лучших игр. Журнал Computer Gaming World присудил игре награду «Лучшая ролевая игра года», а спустя десять лет указал игру девятой в списке игр всех времён.
Позднее игра стала прародителем целой серии постапокалиптических игр, оформившихся в отдельный жанр. Сам разработчик, Interplay, назвал Wasteland духовным прародителем серии игр Fallout, в которой встречаются отдельные элементы и отсылки к Wasteland.

## Продолжения
Издатель оригинальной игры Electronic Arts выпустил Fountain of Dreams, действие которой проходило в постапокалиптической Флориде, превратившейся в результате ядерных взрывов из полуострова в остров. Однако, несмотря на то, что игра использовала тот же движок, механику и сеттинг, EA приняла решение не рекламировать игру как продолжение Wasteland. Никто из создателей оригинальной игры участия в разработке Fountain of Dreams не принимал.
Некоторое время в Interplay работали над продолжением под названием Meantime, которое также использовало игровой движок Wasteland и его сеттинг, однако действия разворачивались вокруг путешествий во времени. Рабочий прототип игры был практически закончен, однако проект был заморожен из-за устаревания движка, ориентированного на значительно сократившийся рынок восьмибитных домашних компьютеров. Портирование под платформу IBM PC было признано нерентабельным, и проект был закрыт окончательно.
В 2003 году InXile Entertainment (возглавляемый продюсером Wasteland Брайаном Фарго) приобрел права на Wasteland у EA. Сам Брайан обмолвился, что собирается выпустить продолжение Wasteland.
13 марта 2012 года Брайан Фарго от лица InXile Entertainment начал проект по сбору средств для создания Wasteland 2 при помощи сервиса Kickstarter. За 2 дня было собрано более 1 миллиона долларов США. Кроме того, если будет собрано 2,1 млн долларов, к разработке обещали присоединиться сотрудники Obsidian во главе с Крисом Авеллоном.
17 апреля сбор средств был закончен, с учётом счёта в PayPal, всего было собрано свыше 3 миллионов долларов.
Осенью 2016 году InXile успешно собрали более 3 млн долларов на разработку Wasteland 3 — третьей части игры.